# Апрош
Апро́ш (аппрош; от фр. approche — сближение) — расстояние между соседними буквами или другими шрифтовыми знаками.
Полуапроши знака постоянны во всех глифах наборного шрифта, исключения же называются кернинговыми парами (например в парах AV, ГЛ и т. д.) При металлическом наборе литеры либо подпиливались, либо использовались лигатуры. В цифровых шрифтах кернинговые пары ставятся превентивно (например, между AV −70, между AW −50) для каждой пары, но полуапроши всё же традиционно неизменны для всех знаков в цифровом файле шрифта.
Процесс глобального изменения межбуквенных интервалов в куске текста называют трекингом. Положительный трекинг называется разрядкой.